# Cadel Evans Great Ocean Road Race 2024
Cadel Evans Great Ocean Road Race 2024 var den 8. udgave af det australske cykelløb Cadel Evans Great Ocean Road Race. Det 174,3 km lange linjeløb blev kørt den 28. januar 2024 med start og mål i Geelong. Løbet var andet arrangement på UCI World Tour 2024.
Løbet blev vundet af newzealandske Laurence Pithie fra Groupama-FDJ.

## Resultater
| \| Samlede stilling \| Samlede stilling \| Samlede stilling \| Samlede stilling \| Samlede stilling \| \| Rytter \| Rytter \| Hold \| Tid \| \| \| ---------------- \| ------------------ \| ------------------------- \| ---------------- \| ---------------- \| \| 1. \| Laurence Pithie \| Groupama-FDJ \| 4t 17' 40" \| \| \| 2. \| Natnael Tesfatsion \| Lidl-Trek \| + 0" \| \| \| 3. \| Georg Zimmermann \| Intermarché-Wanty \| + 0" \| \| \| 4. \| Corbin Strong \| Israel-Premier Tech \| + 0" \| \| \| 5. \| Jhonatan Narváez \| Ineos Grenadiers \| + 0" \| \| \| 6. \| Axel Mariault \| Cofidis \| + 0" \| \| \| 7. \| Chris Hamilton \| Team dsm-firmenich PostNL \| + 0" \| \| \| 8. \| Cristian Scaroni \| Astana Qazaqstan Team \| + 0" \| \| \| 9. \| Jonas Rutsch \| EF Education-EasyPost \| + 0" \| \| \| 10. \| Louis Barré \| Arkéa-B&B Hotels \| + 0" \| \| |                    |                           |            |
| |                    |                           |            |
| Kilde: ProCyclingStats |                    |                           |            |
| Samlede stilling |                    |                           |            |
| Rytter | Rytter             | Hold                      | Tid        |
| 1. | Laurence Pithie    | Groupama-FDJ              | 4t 17' 40" |
| 2. | Natnael Tesfatsion | Lidl-Trek                 | + 0"       |
| 3. | Georg Zimmermann   | Intermarché-Wanty         | + 0"       |
| 4. | Corbin Strong      | Israel-Premier Tech       | + 0"       |
| 5. | Jhonatan Narváez   | Ineos Grenadiers          | + 0"       |
| 6. | Axel Mariault      | Cofidis                   | + 0"       |
| 7. | Chris Hamilton     | Team dsm-firmenich PostNL | + 0"       |
| 8. | Cristian Scaroni   | Astana Qazaqstan Team     | + 0"       |
| 9. | Jonas Rutsch       | EF Education-EasyPost     | + 0"       |
| 10. | Louis Barré        | Arkéa-B&B Hotels          | + 0"       |

## Hold og ryttere
| UCI WorldTeams (10)- Arkéa-B&B Hotels - Astana Qazaqstan Team - Cofidis - EF Education-EasyPost - Groupama-FDJ - Ineos Grenadiers - Intermarché-Wanty - Lidl-Trek - Team dsm-firmenich PostNL - Team Jayco AlUla UCI ProTeam- Israel-Premier Tech UCI Kontinentalhold (2)- Ara-Skip Capital - Team BridgeLane |
| |

### Startliste
| Arkéa-B&B Hotels ARK | Arkéa-B&B Hotels ARK    | Arkéa-B&B Hotels ARK |
| -------------------- | ----------------------- | -------------------- |
| Nr.                  | Rytter                  | Placering            |
| 1                    | Miles Scotson (AUS)     | 70.                  |
| 2                    | Louis Barré (FRA)       | 10.                  |
| 3                    | Anthony Delaplace (FRA) | 44.                  |
| 4                    | Laurens Huys (BEL)      | DNF                  |
| 5                    | Kévin Ledanois (FRA)    | 72.                  |
| 6                    | Daniel McLay (GBR)      | DNF                  |
| 7                    | Michel Ries (LUX)       | 63.                  |

| Astana Qazaqstan Team AST | Astana Qazaqstan Team AST | Astana Qazaqstan Team AST |
| ------------------------- | ------------------------- | ------------------------- |
| Nr.                       | Rytter                    | Placering                 |
| 11                        | Samuele Battistella (ITA) | 67.                       |
| 12                        | Gianmarco Garofoli (ITA)  | 71.                       |
| 13                        | Michele Gazzoli (ITA)     | 38.                       |
| 14                        | Dmitrij Gruzdev (KAZ)     | DNF                       |
| 15                        | Max Kanter (GER)          | 23.                       |
| 17                        | Cristian Scaroni (ITA)    | 8.                        |

| Cofidis COF | Cofidis COF           | Cofidis COF |
| ----------- | --------------------- | ----------- |
| Nr.         | Rytter                | Placering   |
| 21          | Piet Allegaert (BEL)  | 73.         |
| 22          | Rubén Fernández (ESP) | 13.         |
| 23          | Eddy Finé (FRA)       | DNS         |
| 24          | Milan Fretin (BEL)    | 68.         |
| 25          | Simon Geschke (GER)   | DNF         |
| 26          | Oliver Knight (GBR)   | 47.         |
| 27          | Axel Mariault (FRA)   | 6.          |

| EF Education-EasyPost EFE | EF Education-EasyPost EFE          | EF Education-EasyPost EFE |
| ------------------------- | ---------------------------------- | ------------------------- |
| Nr.                       | Rytter                             | Placering                 |
| 31                        | Stefan de Bod (RSA)                | 55.                       |
| 32                        | Owain Doull (GBR)                  | 25.                       |
| 33                        | Jack Rootkin-Gray (GBR)            | 27.                       |
| 34                        | Jonas Rutsch (GER)                 | 9.                        |
| 35                        | Archie Ryan (IRL)                  | 14.                       |
| 36                        | Harry Sweeny (AUS)                 | 56.                       |
| 37                        | Jardi Christiaan van der Lee (NED) | 41.                       |

| Groupama-FDJ GFC | Groupama-FDJ GFC      | Groupama-FDJ GFC |
| ---------------- | --------------------- | ---------------- |
| Nr.              | Rytter                | Placering        |
| 41               | Clément Davy (FRA)    | 45.              |
| 42               | Fabian Lienhard (SUI) | 62.              |
| 43               | Enzo Paleni (FRA)     | 29.              |
| 44               | Laurence Pithie (NZL) | 1.               |
| 45               | Reuben Thompson (NZL) | 34.              |

| Ineos Grenadiers IGD | Ineos Grenadiers IGD   | Ineos Grenadiers IGD |
| -------------------- | ---------------------- | -------------------- |
| Nr.                  | Rytter                 | Placering            |
| 51                   | Laurens De Plus (BEL)  | 18.                  |
| 52                   | Filippo Ganna (ITA)    | 36.                  |
| 53                   | Leo Hayter (GBR)       | 79.                  |
| 54                   | Jhonatan Narváez (ECU) | 5.                   |
| 55                   | Ben Swift (GBR)        | 78.                  |
| 56                   | Joshua Tarling (GBR)   | 58.                  |
| 57                   | Elia Viviani (ITA)     | 21.                  |

| Intermarché-Wanty IWA | Intermarché-Wanty IWA  | Intermarché-Wanty IWA |
| --------------------- | ---------------------- | --------------------- |
| Nr.                   | Rytter                 | Placering             |
| 61                    | Lilian Calmejane (FRA) | 30.                   |
| 62                    | Biniam Girmay (ERI)    | 22.                   |
| 63                    | Madis Mihkels (EST)    | 26.                   |
| 64                    | Tom Paquot (BEL)       | 48.                   |
| 65                    | Simone Petilli (ITA)   | 53.                   |
| 66                    | Dion Smith (NZL)       | 37.                   |
| 67                    | Georg Zimmermann (GER) | 3.                    |

| Lidl-Trek LTK | Lidl-Trek LTK                  | Lidl-Trek LTK |
| ------------- | ------------------------------ | ------------- |
| Nr.           | Rytter                         | Placering     |
| 71            | Dario Cataldo (ITA)            | DNF           |
| 72            | Juan Pedro López (ESP)         | 31.           |
| 73            | Bauke Mollema (NED)            | 11.           |
| 74            | Jacopo Mosca (ITA)             | 75.           |
| 75            | Quinn Simmons (USA) (landevej) | 15.           |
| 76            | Natnael Tesfatsion (ERI)       | 2.            |
| 77            | Mathias Vacek (CZE) (landevej) | 42.           |

| Team dsm-firmenich PostNL DFP | Team dsm-firmenich PostNL DFP  | Team dsm-firmenich PostNL DFP |
| ----------------------------- | ------------------------------ | ----------------------------- |
| Nr.                           | Rytter                         | Placering                     |
| 81                            | Patrick Bevin (NZL)            | 65.                           |
| 82                            | Pavel Bittner (CZE)            | 24.                           |
| 83                            | Patrick Eddy (AUS)             | 69.                           |
| 84                            | Sean Flynn (GBR)               | 46.                           |
| 85                            | Chris Hamilton (AUS)           | 7.                            |
| 86                            | Emīls Liepiņš (LAT) (landevej) | 60.                           |
| 87                            | Oscar Onley (GBR)              | DNF                           |

| Team Jayco AlUla JAY | Team Jayco AlUla JAY        | Team Jayco AlUla JAY |
| -------------------- | --------------------------- | -------------------- |
| Nr.                  | Rytter                      | Placering            |
| 91                   | Caleb Ewan (AUS)            | 33.                  |
| 92                   | Kelland O'Brien (AUS)       | 12.                  |
| 93                   | Chris Harper (AUS)          | 39.                  |
| 94                   | Rudy Porter (AUS)           | 35.                  |
| 95                   | Blake Quick (AUS)           | 64.                  |
| 96                   | Luke Plapp (AUS) (landevej) | 16.                  |
| 97                   | Campbell Stewart (NZL)      | 40.                  |

| Israel-Premier Tech IPT | Israel-Premier Tech IPT | Israel-Premier Tech IPT |
| ----------------------- | ----------------------- | ----------------------- |
| Nr.                     | Rytter                  | Placering               |
| 101                     | George Bennett (NZL)    | 57.                     |
| 102                     | Guillaume Boivin (CAN)  | 61.                     |
| 103                     | Simon Clarke (AUS)      | 20.                     |
| 104                     | Derek Gee (CAN)         | 54.                     |
| 105                     | Nick Schultz (AUS)      | 19.                     |
| 106                     | Corbin Strong (NZL)     | 4.                      |
| 107                     | Stephen Williams (GBR)  | 17.                     |

| ARA-Skip Capital ARA | ARA-Skip Capital ARA       | ARA-Skip Capital ARA |
| -------------------- | -------------------------- | -------------------- |
| Nr.                  | Rytter                     | Placering            |
| 111                  | Dylan Proctor-Parker (AUS) | DNF                  |
| 112                  | Tyler Tomkinson (AUS)      | 74.                  |

| intet hold ___ | intet hold ___      | intet hold ___ |
| -------------- | ------------------- | -------------- |
| Nr.            | Rytter              | Placering      |
| 113            | William Eaves (AUS) | 43.            |

| ARA-Skip Capital ARA | ARA-Skip Capital ARA | ARA-Skip Capital ARA |
| -------------------- | -------------------- | -------------------- |
| Nr.                  | Rytter               | Placering            |
| 114                  | Declan Trezise (AUS) | 76.                  |
| 115                  | Joshua Cranage (AUS) | DNF                  |
| 116                  | Nate Hadden (AUS)    | 77.                  |
| 117                  | Cohen Jessen (AUS)   | 49.                  |

| Team BridgeLane BLN | Team BridgeLane BLN     | Team BridgeLane BLN |
| ------------------- | ----------------------- | ------------------- |
| Nr.                 | Rytter                  | Placering           |
| 121                 | Tristan Saunders (AUS)  | 52.                 |
| 122                 | Elliot Schultz (AUS)    | 32.                 |
| 123                 | Zac Marriage (AUS)      | 51.                 |
| 124                 | Jackson Medway (AUS)    | 50.                 |
| 125                 | Matthew Greenwood (AUS) | 59.                 |
| 126                 | Samuel Jenner (AUS)     | 66.                 |
| 127                 | Luke Burns (AUS)        | 28.                 |

| Arkéa-B&B Hotels ARK | Arkéa-B&B Hotels ARK    | Arkéa-B&B Hotels ARK |
| -------------------- | ----------------------- | -------------------- |
| Nr.                  | Rytter                  | Placering            |
| 1                    | Miles Scotson (AUS)     | 70.                  |
| 2                    | Louis Barré (FRA)       | 10.                  |
| 3                    | Anthony Delaplace (FRA) | 44.                  |
| 4                    | Laurens Huys (BEL)      | DNF                  |
| 5                    | Kévin Ledanois (FRA)    | 72.                  |
| 6                    | Daniel McLay (GBR)      | DNF                  |
| 7                    | Michel Ries (LUX)       | 63.                  |

| Astana Qazaqstan Team AST | Astana Qazaqstan Team AST | Astana Qazaqstan Team AST |
| ------------------------- | ------------------------- | ------------------------- |
| Nr.                       | Rytter                    | Placering                 |
| 11                        | Samuele Battistella (ITA) | 67.                       |
| 12                        | Gianmarco Garofoli (ITA)  | 71.                       |
| 13                        | Michele Gazzoli (ITA)     | 38.                       |
| 14                        | Dmitrij Gruzdev (KAZ)     | DNF                       |
| 15                        | Max Kanter (GER)          | 23.                       |
| 17                        | Cristian Scaroni (ITA)    | 8.                        |

| Cofidis COF | Cofidis COF           | Cofidis COF |
| ----------- | --------------------- | ----------- |
| Nr.         | Rytter                | Placering   |
| 21          | Piet Allegaert (BEL)  | 73.         |
| 22          | Rubén Fernández (ESP) | 13.         |
| 23          | Eddy Finé (FRA)       | DNS         |
| 24          | Milan Fretin (BEL)    | 68.         |
| 25          | Simon Geschke (GER)   | DNF         |
| 26          | Oliver Knight (GBR)   | 47.         |
| 27          | Axel Mariault (FRA)   | 6.          |

| EF Education-EasyPost EFE | EF Education-EasyPost EFE          | EF Education-EasyPost EFE |
| ------------------------- | ---------------------------------- | ------------------------- |
| Nr.                       | Rytter                             | Placering                 |
| 31                        | Stefan de Bod (RSA)                | 55.                       |
| 32                        | Owain Doull (GBR)                  | 25.                       |
| 33                        | Jack Rootkin-Gray (GBR)            | 27.                       |
| 34                        | Jonas Rutsch (GER)                 | 9.                        |
| 35                        | Archie Ryan (IRL)                  | 14.                       |
| 36                        | Harry Sweeny (AUS)                 | 56.                       |
| 37                        | Jardi Christiaan van der Lee (NED) | 41.                       |

| Groupama-FDJ GFC | Groupama-FDJ GFC      | Groupama-FDJ GFC |
| ---------------- | --------------------- | ---------------- |
| Nr.              | Rytter                | Placering        |
| 41               | Clément Davy (FRA)    | 45.              |
| 42               | Fabian Lienhard (SUI) | 62.              |
| 43               | Enzo Paleni (FRA)     | 29.              |
| 44               | Laurence Pithie (NZL) | 1.               |
| 45               | Reuben Thompson (NZL) | 34.              |

| Ineos Grenadiers IGD | Ineos Grenadiers IGD   | Ineos Grenadiers IGD |
| -------------------- | ---------------------- | -------------------- |
| Nr.                  | Rytter                 | Placering            |
| 51                   | Laurens De Plus (BEL)  | 18.                  |
| 52                   | Filippo Ganna (ITA)    | 36.                  |
| 53                   | Leo Hayter (GBR)       | 79.                  |
| 54                   | Jhonatan Narváez (ECU) | 5.                   |
| 55                   | Ben Swift (GBR)        | 78.                  |
| 56                   | Joshua Tarling (GBR)   | 58.                  |
| 57                   | Elia Viviani (ITA)     | 21.                  |

| Intermarché-Wanty IWA | Intermarché-Wanty IWA  | Intermarché-Wanty IWA |
| --------------------- | ---------------------- | --------------------- |
| Nr.                   | Rytter                 | Placering             |
| 61                    | Lilian Calmejane (FRA) | 30.                   |
| 62                    | Biniam Girmay (ERI)    | 22.                   |
| 63                    | Madis Mihkels (EST)    | 26.                   |
| 64                    | Tom Paquot (BEL)       | 48.                   |
| 65                    | Simone Petilli (ITA)   | 53.                   |
| 66                    | Dion Smith (NZL)       | 37.                   |
| 67                    | Georg Zimmermann (GER) | 3.                    |

| Lidl-Trek LTK | Lidl-Trek LTK                  | Lidl-Trek LTK |
| ------------- | ------------------------------ | ------------- |
| Nr.           | Rytter                         | Placering     |
| 71            | Dario Cataldo (ITA)            | DNF           |
| 72            | Juan Pedro López (ESP)         | 31.           |
| 73            | Bauke Mollema (NED)            | 11.           |
| 74            | Jacopo Mosca (ITA)             | 75.           |
| 75            | Quinn Simmons (USA) (landevej) | 15.           |
| 76            | Natnael Tesfatsion (ERI)       | 2.            |
| 77            | Mathias Vacek (CZE) (landevej) | 42.           |

| Team dsm-firmenich PostNL DFP | Team dsm-firmenich PostNL DFP  | Team dsm-firmenich PostNL DFP |
| ----------------------------- | ------------------------------ | ----------------------------- |
| Nr.                           | Rytter                         | Placering                     |
| 81                            | Patrick Bevin (NZL)            | 65.                           |
| 82                            | Pavel Bittner (CZE)            | 24.                           |
| 83                            | Patrick Eddy (AUS)             | 69.                           |
| 84                            | Sean Flynn (GBR)               | 46.                           |
| 85                            | Chris Hamilton (AUS)           | 7.                            |
| 86                            | Emīls Liepiņš (LAT) (landevej) | 60.                           |
| 87                            | Oscar Onley (GBR)              | DNF                           |

| Team Jayco AlUla JAY | Team Jayco AlUla JAY        | Team Jayco AlUla JAY |
| -------------------- | --------------------------- | -------------------- |
| Nr.                  | Rytter                      | Placering            |
| 91                   | Caleb Ewan (AUS)            | 33.                  |
| 92                   | Kelland O'Brien (AUS)       | 12.                  |
| 93                   | Chris Harper (AUS)          | 39.                  |
| 94                   | Rudy Porter (AUS)           | 35.                  |
| 95                   | Blake Quick (AUS)           | 64.                  |
| 96                   | Luke Plapp (AUS) (landevej) | 16.                  |
| 97                   | Campbell Stewart (NZL)      | 40.                  |

| Israel-Premier Tech IPT | Israel-Premier Tech IPT | Israel-Premier Tech IPT |
| ----------------------- | ----------------------- | ----------------------- |
| Nr.                     | Rytter                  | Placering               |
| 101                     | George Bennett (NZL)    | 57.                     |
| 102                     | Guillaume Boivin (CAN)  | 61.                     |
| 103                     | Simon Clarke (AUS)      | 20.                     |
| 104                     | Derek Gee (CAN)         | 54.                     |
| 105                     | Nick Schultz (AUS)      | 19.                     |
| 106                     | Corbin Strong (NZL)     | 4.                      |
| 107                     | Stephen Williams (GBR)  | 17.                     |

| ARA-Skip Capital ARA | ARA-Skip Capital ARA       | ARA-Skip Capital ARA |
| -------------------- | -------------------------- | -------------------- |
| Nr.                  | Rytter                     | Placering            |
| 111                  | Dylan Proctor-Parker (AUS) | DNF                  |
| 112                  | Tyler Tomkinson (AUS)      | 74.                  |

| intet hold ___ | intet hold ___      | intet hold ___ |
| -------------- | ------------------- | -------------- |
| Nr.            | Rytter              | Placering      |
| 113            | William Eaves (AUS) | 43.            |

| ARA-Skip Capital ARA | ARA-Skip Capital ARA | ARA-Skip Capital ARA |
| -------------------- | -------------------- | -------------------- |
| Nr.                  | Rytter               | Placering            |
| 114                  | Declan Trezise (AUS) | 76.                  |
| 115                  | Joshua Cranage (AUS) | DNF                  |
| 116                  | Nate Hadden (AUS)    | 77.                  |
| 117                  | Cohen Jessen (AUS)   | 49.                  |

| Team BridgeLane BLN | Team BridgeLane BLN     | Team BridgeLane BLN |
| ------------------- | ----------------------- | ------------------- |
| Nr.                 | Rytter                  | Placering           |
| 121                 | Tristan Saunders (AUS)  | 52.                 |
| 122                 | Elliot Schultz (AUS)    | 32.                 |
| 123                 | Zac Marriage (AUS)      | 51.                 |
| 124                 | Jackson Medway (AUS)    | 50.                 |
| 125                 | Matthew Greenwood (AUS) | 59.                 |
| 126                 | Samuel Jenner (AUS)     | 66.                 |
| 127                 | Luke Burns (AUS)        | 28.                 |